# Acantholimon erythraeum
Acantholimon erythraeum är en triftväxtart som beskrevs av Aleksandr Andrejevitj Bunge. Acantholimon erythraeum ingår i släktet Acantholimon och familjen triftväxter. Inga underarter finns listade i Catalogue of Life.